# Michałówka (województwo łódzkie)
Michałówka – wieś w Polsce położona w województwie łódzkim, w powiecie łęczyckim, w gminie Piątek.
Przez miejscowość przebiega droga wojewódzka nr 702. Przez nią przepływa rzeczka Struga.
W latach 1975–1998 miejscowość administracyjnie należała do województwa płockiego.